# Hemerodromia zwicki
Hemerodromia zwicki är en tvåvingeart som beskrevs av Horvat 1993. Hemerodromia zwicki ingår i släktet Hemerodromia och familjen dansflugor. Inga underarter finns listade i Catalogue of Life.